# هاینکل هائی ۵۹
هاینکل هائی ۵۹ (به آلمانی: Heinkel He 59) یک هواگرد دوباله دو موتوره ساخت کارخانهٔ هاینکل در کشور آلمان بود. این هواگرد برای نخستین بار در ۱۹۳۱ میلادی مورد استفاده قرار گرفت.

## طراحی و تولید

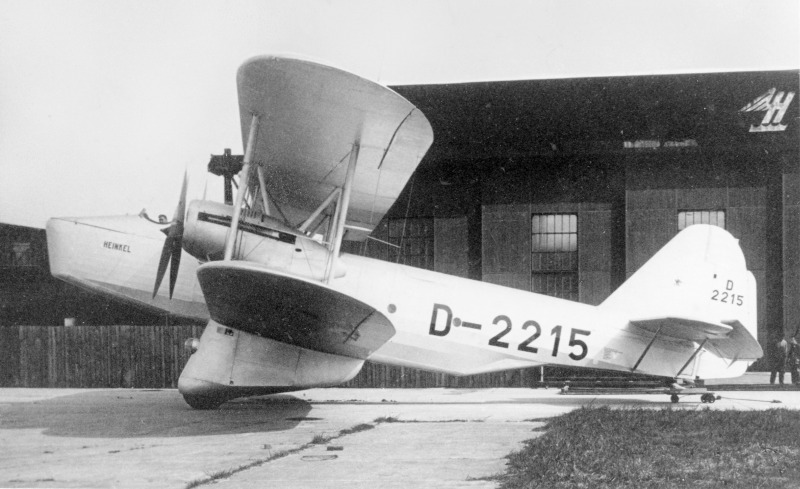
نگاره‌ای از هاینکل هانی ۵۹ متعلق به مجموعه رِی واگنر

هاینکل هائی ۵۹ توسط راینهولت میوِس در دهه ۱۹۳۰ به عنوان یک هواگرد دوباله دو موتوره با نقش بمب‌افکن شناسایی طراحی شد و نخستین پرواز خود را ماه سپتامبر سال ۱۹۳۱ به انجام رساند. هائی ۵۹آ (a)، نخستین پیش‌نمونه با ارابه فرود شنوار دو تکه، نخستین بار ماه ژانویه سال ۱۹۳۲ به پرواز درآمد. در هائی ۵۹ب (b)، پیش‌نمونه دوم ارابه فرود چرخ‌دار نصب شد. با این وجود تمام هواگردهای بعدی به صورت هواگرد آب‌نشین تولید شدند.
اوایل سال ۱۹۳۲ تعدادی از مدل هائی ۵۹آ (A) جهت ارزیابی تولید شد. سپس ۱۶ فروند از مدل هائی ۵۹ب-۱ (B-1) مجهز به یک مسلسل ۷٫۹۲ میلی‌متری ام‌گه ۱۵ در دماغه از خط تولید خارج گشت. پس از آن هائی ۵۹ب-۲ تولید شد که دماغه تمام‌فلزی و صفحات لعاب‌دار برای بمب‌انداز داشت. یک جایگاه لعاب‌دار هم به سقف بدنه افزوده شد که یک مسلسل ام‌گه ۱۵ دیگر را در خود جای می‌داد. مدل هائی ۵۹ب-۳ از گونه شناسایی، علاوه بر مخازن شناورها، یک مخزن سوخت اضافه در بدنه داشت.
تا سال ۱۹۳۸ هائی ۵۹ دیگر در کاربرد عملیاتی به منسوخ به‌شمار می‌رفت. بدین سبب شرکت هواگردسازی والتر باخم در ریبنیتس تغییرات ویژه‌تری بر این هواگرد اعمال نمود که مدل‌های دیگری را حاصل کرد.

## مدل‌ها
- هائی ۵۹آ (a): نخستین پیش‌نمونه با ارابه فرود شنوار
- هائی ۵۹ب (b): پیش‌نمونه دوم با ارابه فرود چرخ‌دار
- هائی ۵۹آ (A): جهت ارزیابی
- هائی ۵۹ب-۱ (B-1): fh به یک مسلسل ام‌گه ۱۵ در دماغه
- هائی ۵۹ب-۲: نسخه بهبود یافته با یک مسلسل دیگر ام‌گه ۱۵ در جایگاه سقف بدنه
- هائی ۵۹ب-۳: شناسایی
- هائی ۵۹سی-۱: آموزش با مخزن سوخت بیشتر در بدنه
- هائی ۵۹سی-۲: حامل حداکثر شش قایق باد شو، لوازم پزشکی و نردبان تا شو برای نجات هوایی-دریایی
- هائی ۵۹ده-۱: ترکیب نقش دو مدل هائی ۵۹سی
- هائی ۵۹ایی-۱: آموزش اژدرافکن
- هائی ۵۹ایی-۲: آموزش شناسایی با سه دوربین
- هائی ۵۹اِن: نسخه نهایی - تبدیل شده از هائی ۵۹ده-۱ - آموزش ناوبری[۱]

## تاریخچه عملیاتی
هنگام آغاز جنگ جهانی دوم بیشتر هواگردهای هائی ۵۹ به در نقش آموزشی استفاده می‌شدند. با این حال تعدادی از هواگردهای شناسایی ماه‌های ابتدایی جنگ به خدمت رزمی ادامه دادند. گروه ۱۰۸ رزمی با مأموریت ویژه از هائی ۵۹ در جریان کارزار نروژ در نقش ترابری استفاده کرد. از ۱۲ هواگرد برای فرود نیرو در هلند و تصرف غافل‌گیر کننده یک پل بر یک کانال استفاده شد. در جریان نبرد بریتانیا هواگردهای هائی ۵۹سی-۲ و هائی ۵۹ده-۱ با رنگ‌آمیزی تماماً سفید و نشان صلیب سرخ، به عنوان پرنده غیرنظامی، بر فراز کانال مانش ماموریت‌های نجات به اجرا گذاشتند. بریتانیایی‌ها با ایراد اتهام استفاده از آن‌ها برای مین‌ریزی پای‌رود تیمز و پیاده کردن عناصر آلمانی، اقدام به ساقط کردن چندین فروند کردند. از این رو رنگ‌آمیزی هواگرد مجدداً نظامی شد. هائی ۵۹ به مرور با دو ۱۸ و دو ۲۴ در نقش نجات هوایی جایگزین و از سال ۱۹۴۳ کاملاً صرف امور آموزشی گشت.

## مشخصات فنی
هائی ۵۹ب-۲:
مشخصات عمومی
- طول: ۱۷٫۴ متر
- طول بال: ۲۳٫۷ متر
- ارتفاع: ۷٫۱ متر
- مساحت بال: ۱۵۳٫۳ متر مربع
- وزن خالی: ۶٬۲۱۵ کیلوگرم
- حداکثر وزن هنگام برخاستن: ۹٬۰۰۰ کیلوگرم
- نیرومحرکه: ۱ × موتور وی‌شکل پیستونی ۱۲ سیلندر ب‌ام‌و ۶ ۷٫۰ست‌او: ۶۶۰ اسب بخار (۴۹۲ کیلووات)

عملکرد
- حداکثر سرعت: ۲۲۰ کیلومتر بر ساعت در سطح دریا
- پایاسیر: ۲۱۵ کیلومتر بر ساعت
- برد: ۱٬۷۵۰ کیلومتر
- سقف پرواز: ۳٬۵۰۰ متر

تسلیحات
- ۳ × مسلسل ۷٫۹۲ میلی‌متر ام‌گه ۱۵ جایگاه‌های دماغه، سقف و کف
- ۱٬۰۰۰ کیلوگرم بمب یا ۱ × اژدر